# Yoshikazu Sugata
Yoshikazu Sugata (en japonès: 菅田順和) (4 de desembre de 1955) va ser un ciclista japonès, que s'especialitzà en la pista. Va aconseguir dues medalles als Campionats del món de velocitat de 1976 i 1977.